# غاس فرينغ
غوستافو 'غاس' فرينغ هو شخصية خيالية ظهرت في المسلسل الدرامي الأمريكي Breaking Bad. أبتكر الشخصية كاتب المسلسل فينس غيليغان ولعبها الممثل جيانكارلو اسبوزيتو. يمتلك غاس العديد من الأعمال التجارية المشروعة، من ضمنها سلسلة مطاعم للوجبات السريعة (أسمها لوس بولوس هيرمانوس) ومنشأة غسيل صناعية، كواجهة يدير خلفها عمليات كبيرة ومتطورة لصناعة المخدرات. من أجل الحفاظ على المظاهر، يدعم غاس مكتب إدارة مكافحة المخدرات ويقوم بالتبرع بمبالغ كبيرة لوكالة ألباكركي. مع ذلك، غاس مُجرمٌ قاسي ومكيافيلي في إدارته لإمبراطورية المخدرات الخاصة به. لدى غاس مجموعة من الأشخاص ينفذون أعماله الإجرامية وكان قد قتل شخصيا منافسين ومساعدين له.
فاز اسبوزيتو بجائزة اختيار النقاد التلفزيونية عن فئة (أفضل ممثل مساعد في مسلسل درامي) في 2012. وترشح لجائزة إيمي عن فئة (أفضل ممثل مساعد) في 2012. مجلة Paste وضعت غاس في المرتبة الثالثة في قائمتها لأفضل 20 شخصية في 2011. مجلة TV Guide وضعت غاس في المرتبة الثالثة في قائمتها التي صدرت في 2013 لأكثر الشخصيات شرا في التاريخ.

## الخلفية
القليل فقط يعرف عن ماضي غاس. مواطن تشيلي، درس غاس الكيمياء في جامعة سانتياغو في تشيلي ثم هاجر إلى المكسيك في 1986 خلال ديكتاتورية أوغستو بينوشيه. مع صديقه القديم وشريكه ماكس أرتشينيغا افتتح غاس مطعم دجاج أسمه لوس بولوس هيرمانوس. قُتل ماكس من قبل كارتيل خواريز، الأمر الذي دفعه للهجرة إلى الولايات المتحدة في 1989، حيث أعاد إنشاء لوس بولوس هيرمانوس كسلسلة مطاعم وجبات سريعة. مستخدما سلسلة المطاعم كواجهة، بدء غاس بتوزيع المخدرات في جنوب غرب الولايات المتحدة نيابة عن الكارتل، العملية نَمت في النهاية لتشمل الميثامفيتامين.
يدعي غاس بأن لديه أولاد إلا أنهم لم يظهروا على الشاشة أبدا، وكُشف القليل أيضا عن حياته العائلية. تم التلميح إلى أن غاس يستخدم اسم مستعار؛ لم يستطع هانك أو مايك إيجاد أي سجلات تثبت وجوده قبل وصوله إلى المكسيك. ذكر الدون إيلاديو، زعيم الكارتيل، بأنه عفا عن حياة غاس فقط لأنه يعلم هوية غاس الحقيقية، وحذره بأنه «ليس في تشيلي بعد الآن». ذكر غيليغان بأنه ترك أصل غاس غامضا عن قصد، مقارناً إياه بالحقيبة الغامضة التي ظهرت في فيلم Pulp Fiction.

## اختلال ضال

### الجزء الثاني
عندما كان والتر وايت يبحث عن مشترٍ للميث عالي الجودة الذي يصنعه، رتب له سول غودمان لقاء مع زبون مجهول. جاء والت وشريكه، جيسي بينكمان، إلى مطعم لوس بولوس هيرمانوس في فالي الجنوبية، لكن لم يحضر المشتري على ما يبدو، إذ لم يكن جيسي ووالت يعرفان أن غاس، مدير المطعم، يشاهدهما بصمت. لاحظ والت هذا لاحقًا، ورتب لقاء آخر لوحده مع غاس. أخبره غاس أنه لا يفكر في القيام بهذا العمل لأن جيسي كان منتشيًا ومتأخرًا عن اللقاء الأول، فقد يكون غير جدير بالثقة. أقنع والت غاس بإعادة النظر في قراره، ووعده بأنه لن يتعامل مع جيسي نهائيًا وأن منتجه سيدرّ عليه أرباحًا ضخمة.
وافق غاس في النهاية على شراء 38 باوند من ميث والت مقابل 1.2 مليون دولار ولكن فقط إذا أوصلها خلال فترة محدودة إلى مكان ناءٍ. اضطر والت للغياب عن ولادة ابنته هولي لإيصال الطلبية، ومع غياب جيسي عن الوعي بعد تعاطيه الهرويين مع حبيبته جين مارغوليس. يُمنح غاس بعد فترة قصيرة جولة في مكتب دي إي إيه التابع لألباكركي، بجانب داعمين محليين آخرين. أثناء ذلك، يعلم بإصابة والت بسرطان رئة وبأن صهره هانك شريدر، عميل في دي إي إيه (وكالة مكافحة المخدرات).

### الجزء الثالث
ينسرّ غاس من نوعية الميث الأزرق المصنع من قبل والت، ويعرض عليه ثلاثة ملايين دولار مقابل ثلاثة أشهر من وقته في طبخ المزيد في «مختبر ضخم» متطور مخبأ تحت مصبغة صناعية يملكها غاس. يرفض والت بدايةً، لكن يقنعه غاس في النهاية بضرورة قيامه بالطبخ من أجل أمان عائلته المالي. يزوده غاس بغيل بوتيكر، الكيميائي الموهوب الذي أنشأ المختبر الضخم، لمساعدته في الطبخ، لكن يحتاج والت حينها لاسترضاء جيسي بعد محاولة هانك الاعتداء عليه، لذلك يقنع غاس بإحضار جيسي كمساعد له مجددًا.  يخبر غاس الكارتل أنه بمجرد انقضاء الثلاثة أشهر، ستصبح لهم الحرية في قتله. كان ليونيل وماركو سالامانكا نافدا الصبر وسافرا من المكسيك إلى الولايات المتحدة لقتله، ولكن تدخل غاس وأشار لهما على هانك، بأنه هو من قتل توكو في الواقع. يحذر غاس هانك من الهجمة المنتظرة باستخدامه اسمًا مجهولًا، ما يمكّن هانك من قتل ماركو وإصابة ليونيل بإصابة خطيرة، على الرغم من أنه يصبح شبه مشلول من الخصر للأسفل. يستخدم غاس تأثيره على الشرطة لصرف انتباههم أثناء وجودهم في المستشفى لكي يستطيع مايك حقنه بحقنة مميتة.
تؤدي محاولة الاعتداء على حياة هانك إلى اتخاذ إجراءات صارمة عالية المستوى على الكارتل، وقتل جوان بولسا. يلاحظ والت أن حياته على المحك، فيوافق على متابعة الطبخ في المختبر الضخم لفترة إضافية مقابل 15 مليون دولار مع مساعدة جيسي له، لكن يبقى غاس قلقًا إزاء إخلاص جيسي. يعلم جيسي أن موزعي المخدرات العاملين عند غاس متورطون في قتل توماس، الشقيق الأصغر لحبيبة جيسي أندريا. قبل قيام جيسي بقتلهم بنفسه،  يدهسهم والت بسيارته ويطلب من جيسي الهروب. يخبر والت غاس بأن ما حصل مجرد «عقبة» في اتفاقيتهما. يوافق غاس على تجاوز المشكلة ولكن يعين غيل مساعدًا لوالت، ويطلب منه بسرية تعلم جميع طرق والت ليستطيع تولي زمام الأمور من بعد والت. يلاحظ والت أن غاس يعدّ غيل ليستبدله، ما يعني أن حياته في خطر، لذلك يلتقي مع جيسي بالسر ويطلب منه العثور على مكان سكن غيل. عندما يجد جيسي شقة غيل، يطلب والت منه التقدم لقتله، لكن حينها يوقف فيكتور والت ويحضره إلى المختبر، بينما يكون مايك ينتظره هناك. يطلب والت من مايك السماح له بمكالمة جيسي وإقناعه في الحضور إلى المختبر، ولكن بدلًا عن ذلك يطلب منه والت قتل غيل. يهرع فيكتور حينها إلى شقة غيل، ولكن يكون جيسي قد وصل أولًا وأطلق النار على غيل حتى الموت.

## وصلات خارجية
- غوستافو فرينغ على موقع AMC
- غوستافو فرينغ في قاعدة بيانات الأفلام على الإنترنت